# 307 př. n. l.

## Události
- Agathoklova výprava Syrakúských do Afriky proti Kartágu

## Hlavy států
- Seleukovská říše – Seleukos I. Níkátor (312 – 281 př. n. l.)
- Egypt – Ptolemaios I. Sótér (310 – 282 př. n. l.)
- Bosporská říše – Eumelos (310 – 304 př. n. l.)
- Bithýnie – Zipoetes I. (326 – 297 př. n. l.)
- Sparta – Areus I. (309 – 265 př. n. l.) a Eudamidas I. (331 – 305 př. n. l.)
- Athény – Charinus (308 – 307 př. n. l.) » Anaxicrates (307 – 306 př. n. l.)
- Makedonie – Kassandros (310 – 297 př. n. l.)
- Epirus – Alcetas II. (313 – 306 př. n. l.) a Pyrrhos (307 – 302 př. n. l.)
- Odryská Thrácie – Seuthes III. (330 – 300 př. n. l.)
- Římská republika – konzulové Appius Claudius Caecus a Lucius Volumnius Flamma Violens (307 př. n. l.)
- Syrakusy – Agathocles (317 – 289 př. n. l.)
- Numidie – Zelalsen (343 – 274 př. n. l.)